# Juste-Aurèle Meissonier
Juste-Auréle Meissonier, también escrito Meissonnier (Turín, Italia, 1695-París, Francia, 1750) fue un arquitecto, escultor y pintor francés que trabajó durante toda su vida en la capital.
Además de haber sido escultor, orfebre, pintor y decorador, fue uno de los maestros del movimiento rococó. 
El rey Luis XV le concedió el título de ser su orfebre. 
Toda su vida profesional está documentada por grabados y dibujos recogidos en el libro de Obras de Juste-Aurèle Meissonier, que fue editado a partir de 1734 y recopilados entre 1742 y 1750.